# The Paleface (1948)
The Paleface is een Amerikaanse filmkomedie uit 1948 onder regie van Norman Z. McLeod. Destijds werd de film in Nederland uitgebracht onder de titel De pantoffelheld.

## Verhaal
Calamity Jane neemt het op tegen bandieten die wapens leveren aan indianen. Als dekmantel trouwt ze met de laffe tandarts Peter Potter. In haar strijd tegen de wapensmokkelaars moet ze een beroep doen op zijn diensten.

## Rolverdeling
| Acteur             | Personage            |
| ------------------ | -------------------- |
| Bob Hope           | Peter Potter         |
| Jane Russell       | Calamity Jane        |
| Robert Armstrong   | Terris               |
| Iris Adrian        | Pepper               |
| Bobby Watson       | Toby Preston         |
| Jackie Searl       | Jasper Martin        |
| Joseph Vitale      | Indiaanse verkenner  |
| Charles Trowbridge | Gouverneur Johnson   |
| Clem Bevans        | Hank Billings        |
| Jeff York          | Big Joe              |
| Stanley Andrews    | Commissaris Emerson  |
| Wade Crosby        | Jeb                  |
| Chief Yowlachie    | Chief Yellow Feather |
| Iron Eyes Cody     | Chief Iron Eyes      |
| John Maxwell       | Roddelaar            |